# جيمس فوغارتي
جيمس فوغارتي (بالإنجليزية: James Fogarty)‏ هو منتج أسطوانات وملحن بريطاني، ولد في 1978.

## وصلات خارجية
- جيمس فوغارتي على موقع ميوزك برينز (الإنجليزية)
- جيمس فوغارتي على موقع ديسكوغز (الإنجليزية)

لم يتم العثور على روابط لمواقع التواصل الاجتماعي.